# Selles-sur-Cher
Selles-sur-Cher är en kommun i departementet Loir-et-Cher i regionen Centre-Val de Loire i de centrala delarna av Frankrike. Kommunen ligger i kantonen Selles-sur-Cher som tillhör arrondissementet Romorantin-Lanthenay. År 2022 hade Selles-sur-Cher 4 225 invånare.

## Geografi
Selles-sur-Cher ligger i skogsområdet Sologne vid Canal de Berry.

## Historia
Enligt traditionen segrade sankt Eusice över ett oratorium som låg vid floden varefter ett kloster läts byggas på platsen, vilket symboliserar grundandet av staden.

## Administration
Borgmästare i kommunen är sedan mars 2008 Joël Graslin.

## Befolkningsutveckling
Antalet invånare i kommunen Selles-sur-Cher
| Referens: INSEE |

## Sevärdheter

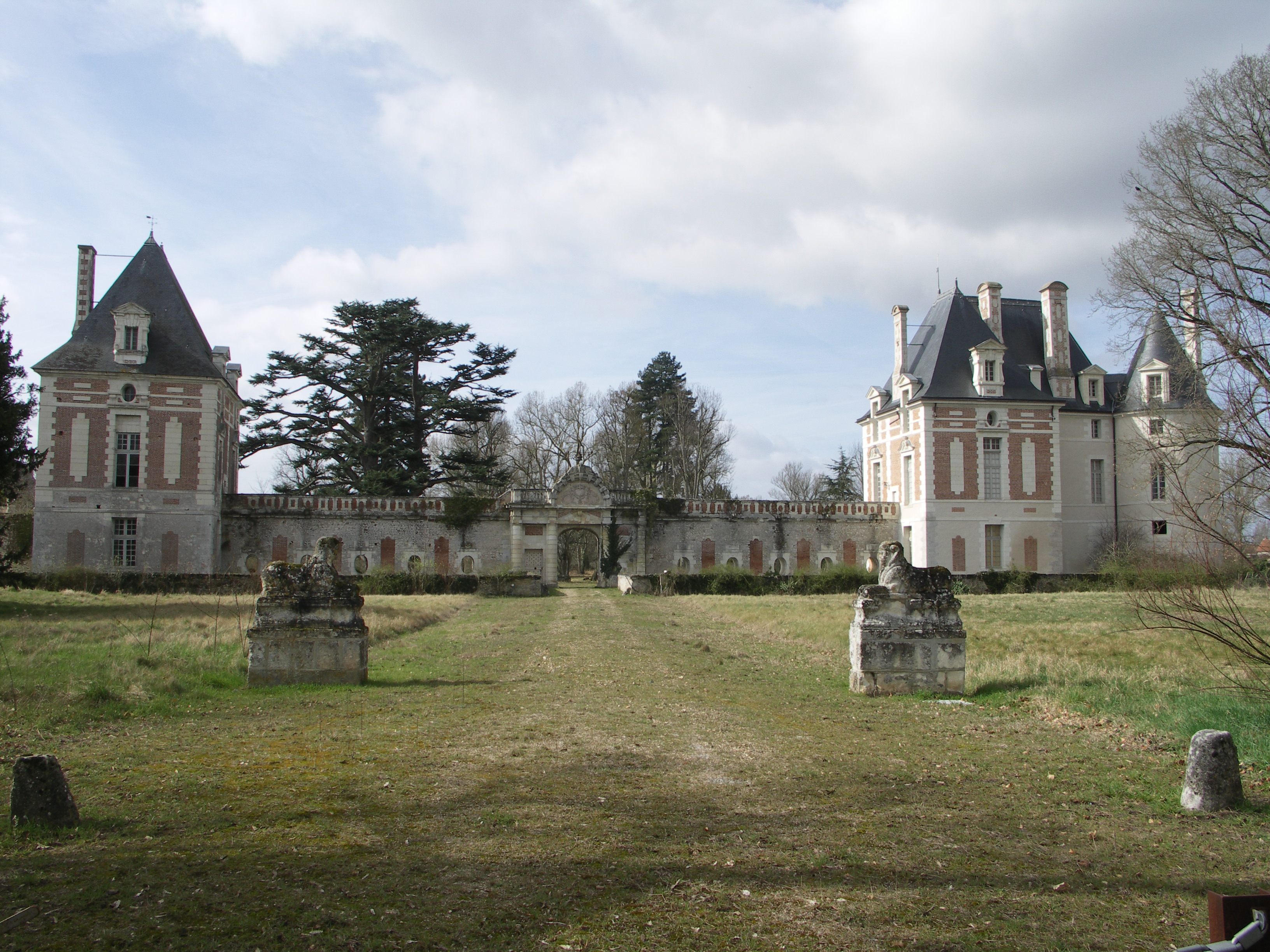
Le château de Selles-sur-Cher.

- Château de Selles-sur-Cher, som från början var en medeltida borg färdigställd redan år 935, förstördes under 1700-talet men återuppbyggdes senare och är nu på väg att göras om till hotell.

## Gastronomi

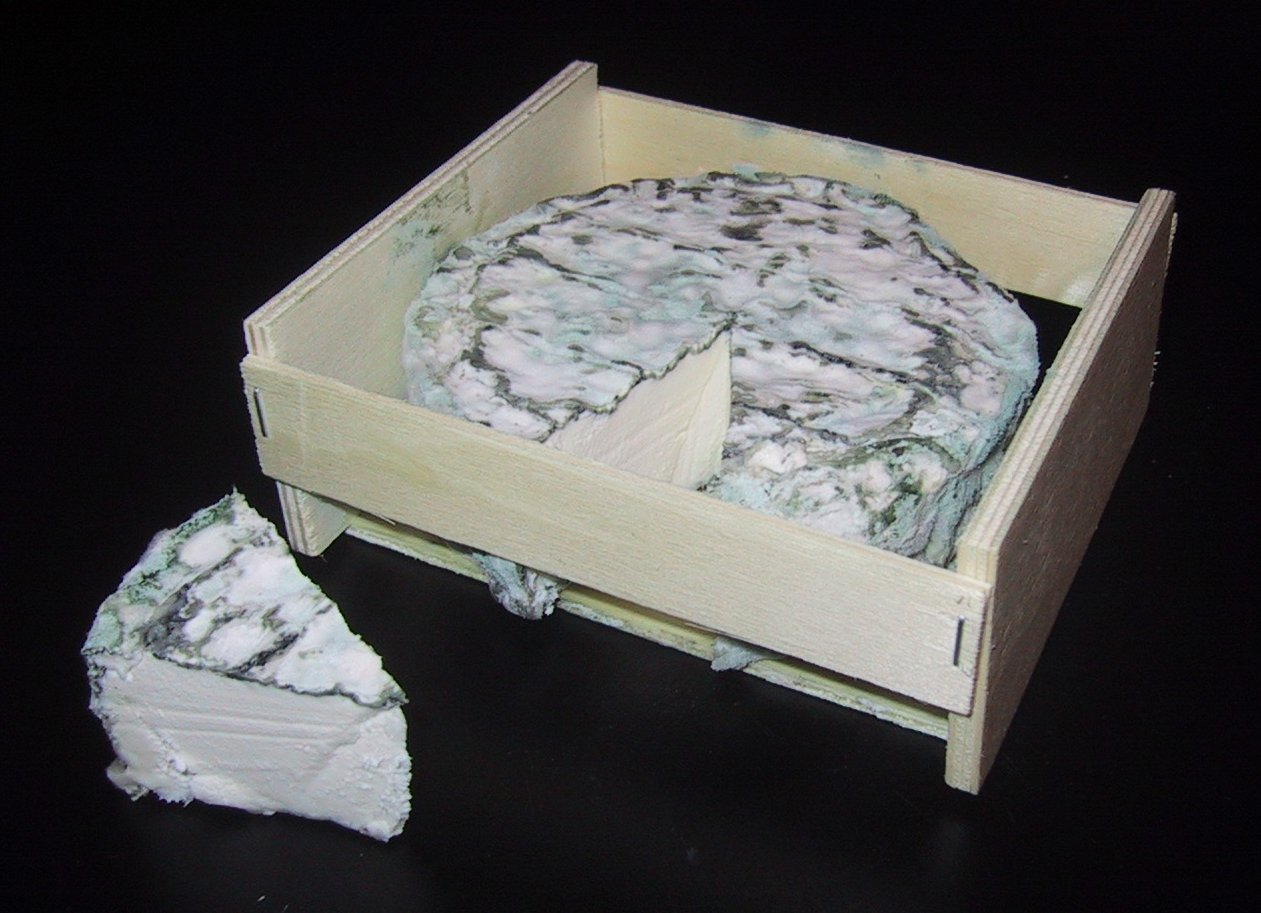
Selles-sur-Cher

Staden är känd för sin getost, Selles-sur-Cher.